# La vendetta del verme
La vendetta del verme (The Worm Turns) è un film del 1937 diretto da Ben Sharpsteen. È un cortometraggio d'animazione della serie Mickey Mouse, distribuito negli Stati Uniti dalla United Artists il 2 gennaio 1937. A partire dagli anni novanta è più noto col titolo Una pozione combina-guai.

## Trama
Nel suo laboratorio, Topolino prepara una pozione che dà coraggio seguendo un'antica formula, e decide di testarla su una mosca intrappolata in una ragnatela. Sotto l'effetto della pozione, la mosca si libera e prende il sopravvento sul ragno avvolgendolo nella sua stessa tela. Topolino, contento del risultato, cerca però una nuova cavia, trovandola in un topo inseguito da un gatto. Topolino spruzza la pozione sul topo messo all'angolo, e il roditore lancia il nemico fuori dalla finestra. Atterrando, il gatto rovescia la ciotola di Pluto e deve quindi scappare dal cane. Topolino utilizza ancora una volta la pozione, invertendo inseguito e inseguitore. Mentre fugge dal gatto, Pluto si imbatte però nell'accalappiacani Pietro Gambadilegno che vuole portarlo al canile. Pluto riesce a sfuggirgli, liberando involontariamente anche tutti gli altri cani prigionieri nel camion. Pietro allora tira fuori il suo fucile e mette Pluto spalle al muro. Per aiutare il suo cane, Topolino gli spruzza addosso la pozione, così Pluto lancia Pietro nel suo stesso camion che cade giù da un precipizio. Tornando a casa, Pluto si accinge a urinare su un idrante, ma Topolino usa la pozione un'ultima volta per permettere all'idrante di difendersi.

## Distribuzione

### Edizione italiana
Il corto fu distribuito in Italia nel 1940 in lingua originale. L'unico doppiaggio italiano conosciuto è quello realizzato dalla Royfilm per la VHS Sono io... Topolino uscita nel marzo 1990, utilizzato in tutte le successive occasioni. Non essendo stata registrata una colonna internazionale, la musica presente durante i dialoghi è alterata.

### Edizioni home video

#### VHS
America del Nord
- Mickey (1984)
- The Spirit of Mickey (14 giugno 1997)

Italia
- Topolino (giugno 1985)
- Cartoons Disney 6 (dicembre 1985)[4]
- Sono io... Topolino (marzo 1990)
- Pluto aiutante offresi (settembre 1995)

#### DVD
Una volta restaurato, il cortometraggio fu distribuito in DVD come extra nell'edizione nordamericana di Pomi d'ottone e manici di scopa uscita il 20 marzo 2001. In seguito fu incluso nel secondo disco della raccolta Topolino star a colori, facente parte della collana Walt Disney Treasures e uscita in America del Nord il 4 dicembre 2001 e in Italia il 21 aprile 2004.